# Ernest Marklew
Ernest Marklew (ur. 16 kwietnia 1874; zm. 14 czerwca 1939) – brytyjski polityk należący do Partii Pracy.
W wyborach powszechnych w 1935 roku został wybrany do parlamentu z okręgu Colne Valley pokonując Lance'a Mallalieu z Partii Liberalnej. Zmarł w 1939 roku w trakcie pełnienia mandatu.